# Lorenzo Vaccaro
Pour les articles homonymes, voir Famille Vaccaro.
Lorenzo Vaccaro  (né à Naples, 1655- 10 août 1706) est un sculpteur, un architecte, un orfèvre et un peintre italien de la fin de l'ère baroque.

## Biographie
Lorenzo Vaccaro, fils d'un avocat, a fait son apprentissage avec Cosimo Fanzago et Dionisio Lazzari et était un ami intime de Francesco Solimena.
Il est mort assassiné à Torre del Greco en août 1706.
Vaccaro a été à l'avant-garde de la transition du baroque au style plus raffiné connu sous le nom de barocchetto.
Son fils Domenico Antonio Vaccaro a été aussi un sculpteur.

## Œuvres
- Immaculée Conception, sculpture.
- Monument en marbre à Francesco Rocco, église de la Pietà dei Turchini, Naples.
- Martyre de San Gennaro, bas-relief, Pouzzoles.
- Maître-autel, basilique San Giacomo degli Spagnoli, Naples.

## Sources
- (it) Cet article est partiellement ou en totalité issu de l’article de Wikipédia en italien intitulé « Lorenzo Vaccaro » (voir la liste des auteurs).